# グレッグ・ランドリー
グレッグ・ランドリー（Gregory Paul Landry 1946年12月18日 - 2024年10月）はニューハンプシャー州ナシュア出身の元アメリカンフットボール選手。1968年から1981年及び1984年にNFLのデトロイト・ライオンズ、ボルチモア・コルツ、シカゴ・ベアーズでプレーした。ポジションはクォーターバック。
マサチューセッツ大学時代には2度オールヤンキー・カンファレンスに選出された。1968年のNFLドラフトでQBとしてはその年最初となる1巡全体11番目でデトロイト・ライオンズに指名されて入団した。
1971年にはパス獲得2,237ヤード、16タッチダウンパスをあげてプロボウルに選出された。1976年にはパス獲得2,191ヤード、17タッチダウンパスをあげてカムバック賞に選ばれた。
ライオンズのパス記録を2つ作った後、1979年にボルチモア・コルツへ移籍してシーズン絶望の怪我を負ったバート・ジョーンズの代わりに先発QBを務め自己ベストの2,932ヤード、15タッチダウンパスをあげたがチームは5勝11敗に終わった。コルツで3年間プレーした後、1983年、1984年とジョージ・アレンのもとでUSFLのシカゴ・ブリッツ、アリゾナ・ラングラーズでプレーした後、1984年に1試合だけシカゴ・ベアーズで出場し現役を引退した。
彼はパスだけでなくラッシャーとしても知られ通算成績は2,600ヤードを超えて21タッチダウンをあげている。その間1971年、1972年には500ヤード以上を走り、1972年にはランで9タッチダウン、1970年にはラン1回あたりの平均で10ヤード以上の数字を残した。
1985年にクリーブランド・ブラウンズでQBアシスタントコーチを務めた後、1986年にシカゴ・ベアーズのマイク・ディトカヘッドコーチのもとでアシスタントコーチを務めて第20回スーパーボウル優勝を味わった。ベアーズでワイドレシーバー、タイトエンドコーチを務めた後、1988年から1992年までオフェンスコーディネーターを務めた。
その後イリノイ大学のオフェンスコーディネーターとなり、1994年には同大学がビッグ・テン・カンファレンス内でパス攻撃2位となる原動力になりチームはリバティボウルでイーストカロライナ大学を30-0で破った。同大学がボウルゲームに出場するのは16年ぶりのことであった。
1995年にデトロイト・ライオンズのQBコーチとなりスコット・ミッチェルの指導を行った。1996年シーズン終了後コーチを引退してローカルラジオ局で解説者を務めた。
現在、彼はライオンズ歴代3位のパス獲得12,451ヤード、ライオンズ歴代2位の80タッチダウンパスをあげている。
2024年10月4日に訃報が発表された。77歳没。